# Buz Abeh
Buz Abeh o Boz-Abeh (mort 1147) fou governador de Fars en temps dels seljúcides.
Era un amir de Mengubars, governador de Fars, per compte del qual governava la província de Khuzestan. Quan Mengubars i altres amirs van atacar al sultà Masud, fou derrotat i executat a la batalla de Kurshenbe o Pendj Angusht (1137/1138); quan les tropes de Masud van atacar les restes de l'exèrcit enemic, Buz Abeh s'hi va enfrontar i els va derrotar, i Masud va haver de fugir amb l'amir Kara Sunkur (Kara Sonkor). En revenja per la mort del seu senyor Buz Abeh va fer executar a tots els presoners incloent el fill de Kara Sonkor.
Per venjar al seu fill, Kara Sonkor va iniciar l'any següent (1138/1139) una expedició contra Fars on va instal·lar com a sobirà vassall al príncep seljúcida Saldjuk Shah del que fou atabeg. Buz Abeh es va retirar a la fortalesa de Sefiddiz (Kalat al-Bayda) pero quan Kara Sonkor es va retirar Buz Abeh va marxar contra Saldjukshah que amb molt poques forces fou derrotat i fet presoner (1139/1140). Masud fou obligat a renuniciar a Fars que va quedar en mans de Buz Abeh que es va aliar a dos amirs, Abbas de Rayy i Abd al-Rahman Tughanyarak, i Masud va haver d'obeir a aquests amirs per un temps, però al cap d'uns anys va aconseguir fer assassinar Abbas i Abd al-Rahman Tughanyarak. Aleshores Buz Abeh va marxar contra Masud, però fou derrotat i mort a la batalla de Mardj Karatakin, a un dia de marxa de Hamadan (1147).